# Cesare Bella
Cesare Bella (Rocca d'Arazzo, 1916 – Montenegro, 9 aprile 1943) è stato un militare italiano, insignito della medaglia d'oro al valor militare alla memoria nel corso della seconda guerra mondiale.

## Biografia
Nacque a Rocca d'Arazzo, allora in provincia di Alessandria ed ora in provincia di Asti, nel 1916, figlio di Vittorio e Angela Dario. Di professione operaio, fu arruolato nel Regio Esercito il 16 maggio 1937 per prestare servizio militare di leva nel 3º Reggimento alpini. Posto in congedo il 25 agosto 1938 con il grado di caporal maggiore, esattamente un anno dopo venne richiamato in servizio attivo presso il battaglione alpini "Val Cenischia". Promosso sergente nel maggio del 1940, il mese successivo partecipò alle operazioni belliche sul fronte alpino occidentale con la 234ª Compagnia. Trasferito in seguito al battaglione alpini "Fenestrelle", partì per la Jugoslavia nel gennaio 1942. Conseguita la promozione a sergente maggiore nel mese di maggio, assunse il comando di una squadra mitraglieri. Cadde in combattimento il 9 aprile 1943 e per onorarne il coraggio fu insignito della medaglia d'oro al valor militare alla memoria.

### Fonti
1. ↑  Combattenti Liberazione.
2. 1 2 3  Gruppo Medaglie d'Oro al Valor Militare 1965, p. 238.
3. 1 2 3 4 5 6  Bianchi, Cattaneo 2011, p. 479.
4. ↑   Medaglia d'oro al valor militare Amarena, Giovanni, su quirinale.it, Quirinale. URL consultato l'11 luglio 2021.